# Pověřovací listiny

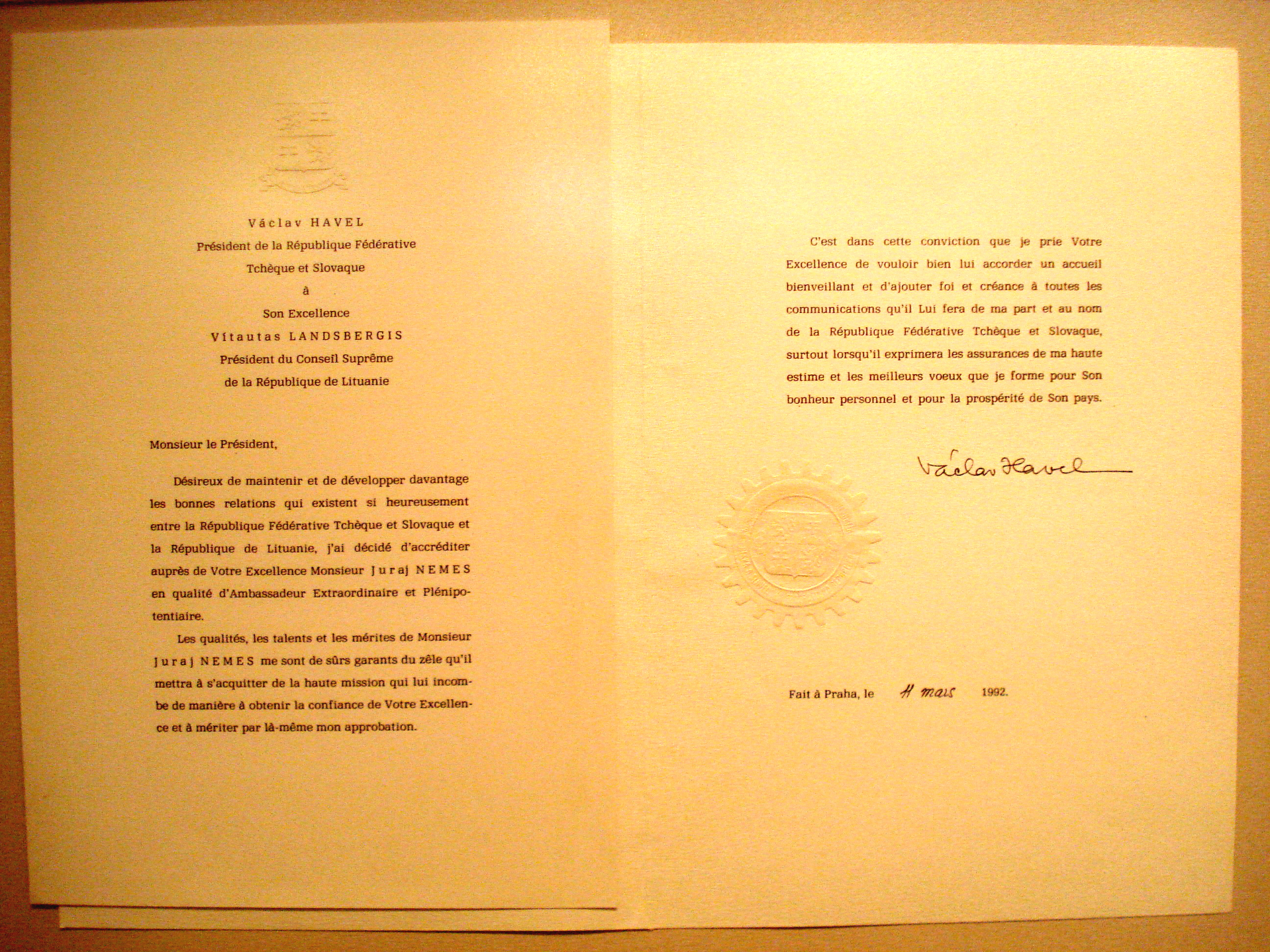
Pověřovací listina československého velvyslance z roku 1992 podepsaná Václavem Havlem

Pověřovací listina (francouzsky Lettre de créance) je v diplomacii formální dopis podepsaný hlavou vysílajícího státu a adresovaný hlavě státu přijímacího, potvrzující, že jmenovaná osoba je plnomocným diplomatickým zástupcem vysílajícího státu v jiném suverénním státě.
Dopis je osobně předán jmenovaným velvyslancem přijímající hlavě státu při formálním ceremoniálu, který označuje začátek diplomatické funkce velvyslance. Pověřovací listiny jsou tradičně psány ve francouzštině, mohou však být napsány i v úředním jazyce vysílajícího státu.